# Clinton-Washington Avenues (linea IND Fulton Street)
Clinton-Washington Avenues è una fermata della metropolitana di New York situata sulla linea IND Fulton Street. Nel 2019 è stata utilizzata da 2 144 338 passeggeri. È servita dalla linea C sempre tranne di notte, quando è servita dalla linea A.

## Storia
La stazione fu aperta il 9 aprile 1936.

## Strutture e impianti
La stazione è sotterranea, ha due banchine laterali e quattro binari, i due esterni per i treni locali e i due interni per quelli espressi che saltano la stazione. È posta al di sotto di Fulton Street e non ha un mezzanino, ognuna delle due banchine ospita infatti due gruppi di tornelli con le scale per il piano stradale, quelle nord portano all'incrocio con Clinton Avenue mentre quelle sud all'incrocio con Washington Avenue.

## Interscambi
La stazione è servita da alcune autolinee gestite da NYCT Bus.
- Fermata autobus